# Things That Go Bang in the Night
Things That Go Bang in the Night is de achtste aflevering van het vijfde seizoen van het tienerdrama Beverly Hills, 90210, die voor het eerst werd uitgezonden op 26 oktober 1994.

## Verhaal
Nu het duidelijk is wat Valerie gedaan heeft besluit zij om terug te keren naar Buffalo. De familie Walsh vindt dat ze gewoon kan blijven en helemaal nu het nieuws bekend wordt dat de moeder van Valerie zich heeft laten opnemen in een Psychiatrische inrichting. Valerie besluit dan maar om te blijven maar is wel bang voor de reacties van de groep en in het bijzonder Steve. Brandon vraagt aan Steve om Valerie een nieuwe kans te geven, deze voelt hier weinig voor. Brandon legt uit wat zij allemaal meegemaakt heeft en dan wil Steve haar wel een nieuwe kans geven. Als deze twee elkaar overdag tegenkomen dan sluiten ze weer vrede en Steve nodigt haar uit voor een Halloweenfeest die avond en zij zegt dat ze er zal zijn. Als zij die avond niet op komt dagen dan weet Steve wel waar ze is. Brandon wacht Valerie op als ze thuis komt en vraagt haar waar ze mee bezig is. Valerie geeft toe dat ze bij Dylan was en dat Dylan in een slechte conditie is door alcohol en drugs. Ze vraagt Brandon of hij Dylan kan en wil helpen, Brandon denkt dat Dylan niet op hem zit te wachten nu hij met Kelly gaat. Brandon besluit toch om te gaan kijken en vindt Dylan helemaal total loss in zijn bank met een pistool op tafel. Hij pakt zijn pistool af en maakt hem wakker. Ze krijgen ruzie dat Brandon niets bij hem te zoeken heeft en eist dat hij gaat wat hij niet doet.
In het KEG huis zijn ze volop bezig met de voorbereidingen voor het halloweenfeest. Donna en Griffin zijn daar ook bezig, en Ray komt pompoenen brengen. Nu slaat het zweet uit bij Donna en weet niet hoe ze dit aan moet pakken. ’s Avonds op het feest dan komt het tot een ontknoping en na een ruzie met Griffin rent Donna weg naar Ray.
David en Clare wonen een lezing bij over ufo's en vooral Clare vindt het interessant, ze besluiten samen om te gaan kamperen in de woestijn omdat daar verschillende waarnemingen zijn gedaan van ufo’s.
Jesse wil dat Andrea en Hannah met hem mee gaan om de dag van de doden mee te vieren met zijn familie. Andrea is hier niet zo blij mee omdat dit een christelijke feest is en zij is joods, en volgens haar kan dit verwarrend zijn voor Hannah. Ze gaan toch mee en hebben het gezellig, Andrea is alleen niet blij als Jesse’s tante Hannah een hanger met een kruis aan Hannah geeft.

## Rolverdeling
- Jason Priestley - Brandon Walsh
- Jennie Garth - Kelly Taylor
- Ian Ziering - Steve Sanders
- Gabrielle Carteris - Andrea Zuckerman
- Luke Perry - Dylan McKay
- Brian Austin Green - David Silver
- Tori Spelling - Donna Martin
- Tiffani Thiessen - Valerie Malone
- Carol Potter - Cindy Walsh
- James Eckhouse - Jim Walsh
- Mark D. Espinoza - Jesse Vasquez
- Joe E. Tata - Nat Bussichio
- Kathleen Robertson - Clare Arnold
- Jamie Walters - Ray Pruit
- Casper Van Dien - Griffin Stone
- Jon Gries - Drugs dealer
- John Voldstad - UFO spreker